# Master of Epic: The Animation Age
Master of Epic: The Animation Age (англ. Master of Epic: The Animation Age — Повелитель Легенд: Век Анимации) — телевизионный анимационный сериал по мотивам MMORPG «Master of Epic», созданной компанией Hudson Soft.
Название для анимационных серий — «Animation Age» выбрано неспроста, а в связи с шаблоном, по которому называются различные эпохи в самой игре: «Present Age», где игроки мирно сосуществуют, «War Age», где проходят масштабные войны, и т. п. Стоит заметить, что по этому шаблону называются и другие произведения, относящиеся к Master of Epic — например, мобильная игра, реализованная на совершенно другой платформе, называется «Master of Epic: Another Age», а мини-игры для сотовых телефонов называются «Hunter Age» и «Dungeon Age», названия которых так же отражают их суть.

## Краткая информация
Сериал транслировался по TV Tokyo в период с 7 января 2007 года по 25 марта этого же года на ряд телестанций за исключением телестанции Хоккайдо. Всего насчитывает 12 серий.
Представляет собой аниме-сериал по мотивам японской онлайн игры. Среди подобных работ можно выделить аниме-сериалы по Ragnarok Online (Ragnarok: The Animation), Tokimeki Memorial Online (Tokimeki Memorial Only Love).

## Отличительные особенности
В данном аниме-сериале не повествуется длинная история. Фактически все серии состоят из небольших скетчей в стиле ситуационной комедии продолжительностью от одной минуты и более. Как правило, каждый отдельный сюжет демонстрирует какую-либо из игровых особенностей (умения персонажей, поведение NPC). В первый раз на официальном сайте объявили, что в одну серию будет входить от 5 до 6 историй, но с выходом второго эпизода принятое число изменилось до 10.